# BMX-Rennsport-Weltmeisterschaften 2022
Die BMX-Rennsport-Weltmeisterschaften 2022 fanden vom 26. bis 31. Juli im französischen Nantes statt. Schauplatz war eine vorübergehend aufgebaute Piste am Rande des Messegeländes Parc des expositions de la Beaujoire.

## Programm
Vom 26. bis 29. Juli fand zunächst die so genannte BMX Racing World Challenge statt mit Wettbewerben in den Leistungsklassen Challenge und Masters. Die eigentlichen Weltmeisterschaften in der Leistungsklasse Championship wurden an den beiden letzten Tagen ausgerichtet:
- Sonnabend, 30. Juli: 1. Runde, Hoffnungslauf, Achtelfinale
- Sonntag, 31. Juli: Viertelfinale, Halbfinale, Endläufe

Zum ersten Mal in der Geschichte der Weltmeisterschaften wurden Titel in der Kategorie Unter 23 vergeben, bei Männern wie Frauen.

## Challenge und Masters
Die Gewinner der Challenge-Altersgruppen erhielten eine Siegerehrung ohne Medaillen und Podium. Letzteres blieb den Masters vorbehalten, wo die Sieger das Regenbogentrikot in der Version für Masters erhielten und sich Weltmeister nennen durften. Erstmals wurde ein Titel bei den Frauen-Masters vergeben, der ab 2023 fest im Reglement verankert wurde. Bei den Männern siegte Calum Strickland, bei den Frauen die vormalige Europameisterin Lieke Klaus.
| Klasse         | Gold             | Silber           | Bronze             |
| -------------- | ---------------- | ---------------- | ------------------ |
| Männer Masters | Calum Strickland | Thibaud Chauvin  | Sergio Salazar     |
| Frauen Masters | Lieke Klaus      | Camille Fontaine | Blandine Cottereau |

## Championship

### Männer Elite
Es waren 57 Fahrer am Start. Simon Marquart aus der Schweiz gewann, nachdem er sich über die Hoffnungsläufe für die zweite Runde hatte qualifizieren müssen.
| Platz | Fahrer         | Zeit (s) |
| ----- | -------------- | -------- |
| 1     | Simon Marquart | 29,525   |
| 2     | Kye Whyte      | + 0,132  |
| 3     | Joris Daudet   | + 0,585  |
| 4     | Gonzalo Molina | + 2,045  |
| 5     | Sylvain André  | + 3,580  |
| 6     | Izaac Kennedy  | + 50,716 |
| 7     | Arthur Pilard  | DNF      |
| 8     | Eddy Clerté    | DNF      |

### Frauen Elite
Es gingen 23 Fahrerinnen an den Start. Felicia Stancil gewann das Finale hauchdünn vor Zoé Claessens.
| Platz | Fahrerin         | Zeit (s) |
| ----- | ---------------- | -------- |
| 1     | Felicia Stancil  | 33,144   |
| 2     | Zoé Claessens    | + 0,010  |
| 3     | Merel Smulders   | + 0,116  |
| 4     | Alise Willoughby | + 0,379  |
| 5     | Mariana Pajón    | + 0,598  |
| 6     | Manon Veenstra   | + 2,060  |
| 7     | Laura Smulders   | + 4,421  |
| 8     | Camille Maire    | + 10,156 |

### Männer U23
| Platz | Fahrer              | Zeit (s) |
| ----- | ------------------- | -------- |
| 1     | Léo Garoyan         | 29,804   |
| 2     | Juan Camilo Ramírez | + 0,338  |
| 3     | Asuma Nakai         | + 0,516  |
| 4     | Dylan Gobert        | + 0,742  |
| 5     | Cristhian Castro    | + 1,239  |
| 6     | Tatyan Lui-Hin-Tsan | + 1,259  |
| 7     | Rico Bearman        | + 1,831  |
| 8     | Mauricio Molina     | + 2,570  |

### Frauen U23
| Platz | Fahrerin         | Zeit (s) |
| ----- | ---------------- | -------- |
| 1     | Malene Kejlstrup | 32,788   |
| 2     | Nadine Aeberhard | + 0,492  |
| 3     | Molly Simpson    | + 0,810  |
| 4     | Kanami Tanno     | + 1,079  |
| 5     | Teigen Pascual   | + 1,666  |
| 6     | Michele Wissing  | + 3,365  |
| 7     | Jui Yabuta       | + 3,853  |
| 8     | Thalya Burford   | DNF      |

### Junioren
| Platz | Fahrer                | Zeit (s) |
| ----- | --------------------- | -------- |
| 1     | Julian Bijsterbosch   | 29,917   |
| 2     | Jaymio Brink          | + 0,378  |
| 3     | Wannes Magdelijns     | + 0,413  |
| 4     | Jordan Callum         | + 0,743  |
| 5     | Jason Noordam         | + 1,485  |
| 6     | Pierre Geisse         | + 1,548  |
| 7     | Santiago Santa Moreno | + 1,771  |
| 8     | Tommaso Frizzarin     | + 1,809  |

### Juniorinnen
| Platz | Fahrerin          | Zeit (s) |
| ----- | ----------------- | -------- |
| 1     | Léa Brindjonc     | 37,457   |
| 2     | Veronika Stūriška | + 0,170  |
| 3     | Sabina Košárková  | + 0,881  |
| 4     | Laurine Crozet    | + 1,153  |
| 5     | Aiko Gommers      | + 1,690  |
| 6     | Isabela Carranza  | + 2,881  |
| 7     | Dominika Maniková | + 24,780 |
| 8     | Megan Williams    | DNF      |

## Medaillenspiegel
| Platz  | Land               | Gold | Silber | Bronze | Gesamt |
| ------ | ------------------ | ---- | ------ | ------ | ------ |
| 1      | Frankreich         | 2    | 2      | 2      | 6      |
| 2      | Niederlande        | 2    | 1      | 1      | 4      |
| 3      | Schweiz            | 1    | 2      | 0      | 3      |
| 4      | Großbritannien     | 1    | 1      | 0      | 2      |
| 5      | Dänemark           | 1    | 0      | 0      | 1      |
| 5      | Vereinigte Staaten | 1    | 0      | 0      | 1      |
| 7      | Kolumbien          | 0    | 1      | 1      | 2      |
| 8      | Lettland           | 0    | 1      | 0      | 1      |
| 9      | Belgien            | 0    | 0      | 1      | 1      |
| 9      | Japan              | 0    | 0      | 1      | 1      |
| 9      | Kanada             | 0    | 0      | 1      | 1      |
| 9      | Tschechien         | 0    | 0      | 1      | 1      |
| Gesamt | Gesamt             | 8    | 8      | 8      | 24     |